# El Porvenir, Tecpatán
El Porvenir är en ort i Mexiko.   Den ligger i kommunen Tecpatán och delstaten Chiapas, i den sydöstra delen av landet, 700 km öster om huvudstaden Mexico City. El Porvenir ligger 603 meter över havet och antalet invånare är 549.
Terrängen runt El Porvenir är huvudsakligen kuperad. El Porvenir ligger uppe på en höjd. Runt El Porvenir är det ganska glesbefolkat, med 42 invånare per kvadratkilometer. Närmaste större samhälle är Tecpatán, 9,9 km sydost om El Porvenir. I omgivningarna runt El Porvenir växer huvudsakligen savannskog.